# Rusifikacija
Rusifikacija uglavnom označava prisilno usvajanje ruskog jezika i kulture, ili nekog drugog elementa vezanog za rusku kulturu, na prostorima gdje u većini ne žive etnički Rusi. Rusifikacijom se uglavnom označava prisilno uvođenje ruskog jezika u društvene ustanove Ukrajine, Bjelorusije, Litve, Latvije, Estonije, Finske, Gruzije i još nekih ne europskih država poput Kazahstana. Rusifikacija je pojam koji također podrazumijeva i rusko prisvajanje tuđih običaja i kulture te njihovo svrstavanje iskuljučivo pod ruski nazivnik odnosno rusku kulturu.
Za pojam rusifikacija također se vežu masovne migracije ruskog stanovništva u 17., 18., 19. i 20. stoljeću. Rusi danas imaju velike nacionalne manjine u Ukrajini (čak 8 milijuna ljudi), Bjelorusiji, Kazahstanu, Litvi, Latviji i Estoniji upravo zbog povijesne politike vezane za rusifikaciju. Pojam također podrazumijeva i politički određena masovna raseljavanja autohtonog stanovništva u Ruskoj Federaciji i njoj susjednim državama.

## Posljedice rusifikacije
Najveće posljedice politike rusifikacije osjetili su mali kolonizirani euroazijski narodi na tlu današnje Ruske Federacije koji su se kroz nekoliko generacija asimilirali i posve nestali kao zasebna etnička cjelina. Veliki broj tih manjih naroda odnosno plemena posve se asimilirao odnosno integrirao u rusku kulturu i identitet.
Posljedice rusifikacije danas u velikoj mjeri osjećaju Bjelorusi i Ukrajinci s obzirom na to da je njihov slavenski jezik blizak ruskom jeziku. U Bjelorusiji danas vrlo malen broj stanovnika govori bjeloruskim jezikom, ne više od 10 posto, a mediji i državna televizija i dalje prate događanja isključivo na ruskom jeziku. U Ukrajini gotovo polovica stanovnika u privatnoj sferi govori ruskim jezikom, a mediji podjednako prate događanja na ukrajinskom i ruskom jeziku.
Baltičke države, Gruzija i Kazahstan zbog svoje veće kulturološke različitosti od Istočnih Slavena, osjećaju nešto manje rusifikacijske posljednice od dvije prethodno navedene države. U svim postsovjetskim državama većina stanovnika poznaje ruski jezik koji se u vrijeme Sovjetskog Saveza također službeno upotrebljavao u državnim institucijama i ostalim javnim ustanovama. Do sada najveće političko ograđivanje od daljenjeg procesa rusifikacije u 21. stoljeću provele su Litva, Latvija, Estonija i Ukrajina.

## Vanjske poveznice
- Russification - Definition  Arhivirana inačica izvorne stranice od 20. studenoga 2010. (Wayback Machine)
- Russification in Lithuania  Arhivirana inačica izvorne stranice od 27. kolovoza 2005. (Wayback Machine)
- Russification of Ukraine